# 林昌宏
林 昌宏（はやし まさひろ、1965年 - ）は、日本の翻訳家。

## 人物・来歴
愛知県生まれ。立命館大学経済学部卒業。名古屋市在住。
ジャック・アタリをはじめとして、ダニエル・コーエン、アクセル・カーンなど、現代フランスの人文書の邦訳を数多く手がける。　
姉にメディア学者で東京大学教授の林香里がいる。

## 翻訳
- 『コーヒー、カカオ、コメ、綿花、コショウの暗黒物語』（J＝P・ボリス、作品社） 2005
- 『世界エネルギー市場 石油・天然ガス・電気・原子力・新エネルギー・地球環境をめぐる21世紀の経済戦争』（ジャン＝マリー・シュヴァリエ、増田達夫監訳、作品社） 2007
- 『世界を壊す金融資本主義』（ジャン・ペイルルヴァッド、宇野彰洋, 山田雅俊監修、NTT出版） 2007
- 『フランスの学歴インフレと格差社会 能力主義という幻想』（マリー・ドュリュ＝ベラ、明石書店） 2007
- 『移民の時代 フランス人口学者の視点』（フランソワ・エラン、明石書店） 2008
- 『アンデルセン、福祉を語る - 女性・子ども・高齢者』（イエスタ・エスピン・アンデルセン、京極高宣監修、NTT出版） 2008
- 『魚のいない海』（フィリップ・キュリー, イヴ・ミズレイ、勝川俊雄監訳、NTT出版） 2009
- 『世界食糧ショック - 黒いシナリオと緑のシナリオ』（ジャン＝イヴ・カルファンタン、NTT出版） 2009
- 『医療制度改革 - 先進国の実情とその課題』（ブルーノ・パリエ、近藤純五郎監修、白水社、文庫クセジュ） 2010
- 『ユートピアの崩壊 - ナウル共和国 世界一裕福な島国が最貧国に転落するまで』（リュック・フォリエ、新泉社） 2011
- 『モラルのある人は、そんなことはしない - 科学の進歩と倫理のはざま』（アクセル・カーン、トランスビュー） 2011
- 『インターネット・デモクラシー 拡大する公共空間と代議制のゆくえ』（ドミニク・カルドン、林香里共訳、トランスビュー） 2012
- 『世界をダメにした経済学10の誤り 金融支配に立ち向かう22の処方箋』（フィリップ・アシュケナージ, アンドレ・オルレアン, トマ・クトロ, アンリ・ステルディニアック、明石書店） 2012
- 『若者よ怒れ! これがきみたちの希望の道だ フランス発90歳と94歳のレジスタンス闘士からのメッセージ』（ステファン・エセル, エドガール・モラン、明石書店） 2012
- 『人種は存在しない - 人種問題と遺伝学』（ベルトラン・ジョルダン、中央公論社） 2013
- 『繁栄の呪縛を超えて - 貧困なき発展の経済学』（ジャン=ポール・フィトゥシ, エロワ・ローラン、新泉社） 2013
- 『21世紀エネルギー革命の全貌』（ジャン=マリー・シュヴァリエ, パトリス・ジョフロン, ミッシェル・デルデヴェ、作品社） 2013
- 『なぜ遺伝子組み換え作物に反対なのか』（ジャック・テスタール、緑風出版） 2013
- 『憎むのでもなく、許すのでもなく～ユダヤ人一斉検挙の夜』（ボリス・シリュルニク、吉田書店） 2014
- 『心のレジリエンス～物語としての告白』（ボリス・シリュルニク、吉田書店） 2014
- 『遺伝子の帝国 DNAが人の未来を左右する日』（カトリーヌ・ブルガン, ピエール・ダルリュ、坪子理美共訳、中央公論新社） 2014.6
- 『失われた国家の富 タックス・ヘイブンの経済学』（ガブリエル・ズックマン、NTT出版） 2015.3
- 『なぜエラーが医療事故を減らすのか』（ローラン・ドゴース、入江芙美共訳、NTT出版） 2015.5
- 『世界正義の時代 格差削減をあきらめない』（マリー・ドゥリュ＝ベラ、吉田書店） 2017.3
- 『父の逸脱 ピアノレッスンという拷問』（セリーヌ・ラファエル、新泉社） 2017.9
- 『拷問をめぐる正義論 民主国家とテロリズム』（ミシェル・テレスチェンコ、吉田書店） 2018.7
- 『移民とともに 計測・討論・行動するための人口統計学』（フランソワ・エラン、白水社） 2019.4
- 『誰も知らないカルロス・ゴーンの真実』（レジス・アルノー, ヤン・ルソー、東洋経済新報社） 2020.5

### ジャック・アタリ
- 『21世紀の歴史 - 未来の人類から見た世界』（ジャック・アタリ、作品社） 2008
- 『金融危機後の世界』（アタリ、作品社） 2009
- 『国家債務危機 - ソブリン・クライシスに、いかに対処すべきか？』（アタリ、作品社） 2011
- 『危機とサバイバル 21世紀を生き抜くための〈7つの原則〉』（アタリ、作品社） 2014.2
- 『アタリ文明論講義 未来は予測できるか』（ちくま学芸文庫） 2016.9
- 『2030年ジャック・アタリの未来予測 不確実な世の中をサバイブせよ!』（プレジデント社） 2017.8
- 『海の歴史』（アタリ、プレジデント社） 2018.9
- 『命の経済 パンデミック後、新しい世界が始まる』（アタリ、坪子理美共訳、プレジデント社） 2020.10
- 『食の歴史 人類はこれまで何を食べてきたのか』（アタリ、プレジデント社） 2020.

### クロード・アレグレ
- 『環境問題の本質』（クロード・アレグレ、NTT出版） 2008
- 『科学！ 21世紀の挑戦 歴史から未来へ』（アレグレ、中村栄三監訳、NTT出版） 2010
- 『原発はほんとうに危険か? - フランスからの提言』（アレグレ, ドミニク・ド・モンヴァロン、中村栄三日本語版監修、原書房） 2010

### ダニエル・コーエン
- 『迷走する資本主義 - ポスト産業社会についての3つのレッスン』（ダニエル・コーエン、新泉社） 2009
- 『経済と人類の1万年史から、21世紀世界を考える』（ダニエル・コーエン、作品社） 2013
- 『経済は、人類を幸せにできるのか? 〈ホモ・エコノミクス〉と21世紀世界』（ダニエル・コーエン、作品社） 2015.10
- 『経済成長という呪い 欲望と進歩の人類史』（ダニエル・コーエン、東洋経済新報社） 2017.9
- 『ホモ・デジタリスの時代 AIと戦うための〈革命の〉哲学〉』（ダニエル・コーエン、白水社） 2019.10